# Пэйн, Бриттон
Бри́ттон «Бритт» Пэйн (англ. Britton "Britt" Payne; 19 сентября 1940, Дулут, Миннесота — 24 июня 2020, Дулут, Миннесота) — американский кёрлингист.
В составе мужской сборной США участник и бронзовый призёр чемпионата мира 1964. Чемпион США среди мужчин.
В основном играл на позициях первого и третьего.

## Достижения
- Чемпионат мира по кёрлингу среди мужчин: бронза (1964).
- Чемпионат США по кёрлингу среди мужчин: золото (1964).

## Команды
| Сезон   | Четвёртый   | Третий     | Второй         | Первый       | Турниры               |
| ------- | ----------- | ---------- | -------------- | ------------ | --------------------- |
| 1963—64 | Боб Мэги    | Берт Пэйн  | Расселл Барбер | Бриттон Пэйн | ЧСША 1964 · ЧМ 1964   |
| 1966—67 | Боб Мэги    | Бритт Пэйн | Mike O’Leary   | Расс Барбер  | ЧСША 1967 (??? место) |
| 1973—74 | Hugh Polski | Бритт Пэйн | Byron Rowell   | Bill Ketola  | ЧСША 1974 (??? место) |

(скипы выделены полужирным шрифтом)

## Частная жизнь
Его отец Берт Пэйн тоже был кёрлингистом, в 1964 играл в одной команде с сыном на чемпионатах США и мира.
Закончил Миннесотский университет в Дулуте (англ. University of Minnesota Duluth).